# Schloss Ulft

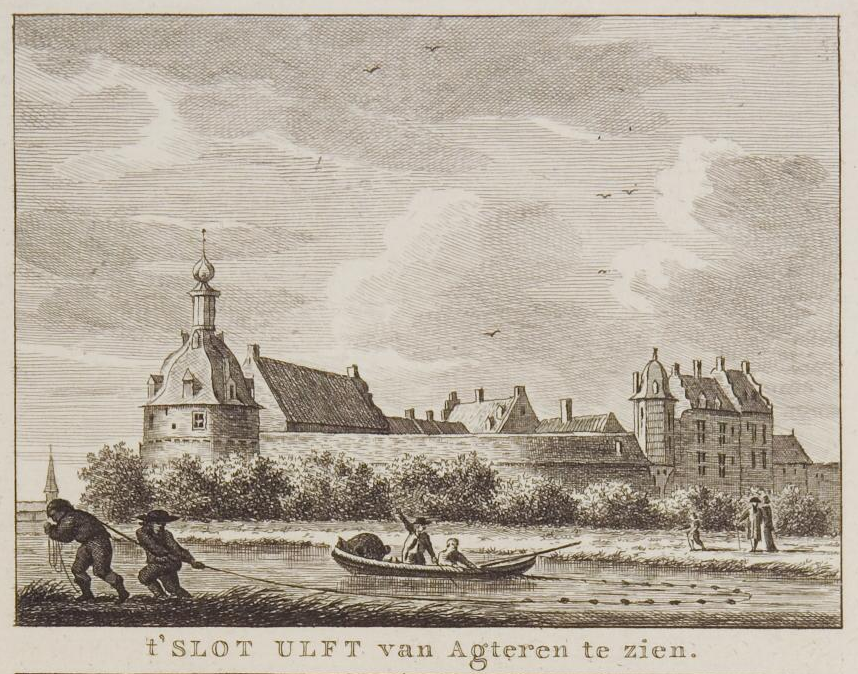
Schloss Ulft im Jahr 1784

Das Schloss Ulft befand sich im Osten des gleichnamigen Dorfes Ulft der Gemeinde Oude IJsselstreek in der niederländischen Provinz Gelderland.

## Geschichte
Die älteste Erwähnung stammt aus dem Jahr 1236 als das Gut als geldrisches Lehen beschrieben wurde in der alten Herrlichkeit Ulft. Sie wurde als Motte errichtet, strategisch gut gelegen nördlich der Mündung der Aa-strang in die Oude IJssel. Während des Achtzigjährigen Krieges wurde das Schloss des Öfteren belagert. Bekannte Bewohner waren die von Heeckeren und später Wilhelm IV. von dem Bergh mit seiner Familie. Nach dessen Tod zog sich die Familie zum westlich gelegenen Huis Bergh zurück. Schloss Ulft wurde hauptsächlich nur noch als Jagdschloss genutzt und vernachlässigt. Im Jahr 1892 wurden die Reste der Ruine geschleift und auf dem Platz 1896 ein Bauernhof errichtet.